# ويليام ريني
ويليام ريني هو فلاح كندي، ولد في 1835 في York County, Ontario ‏ في كندا، وتوفي في 1910 في Swansea, Toronto ‏ في كندا.